# Hofland bezuiden de Zuwe
Het waterschap Hofland bezuiden de Zuwe  was een klein waterschap in de Nederlandse provincie Utrecht in de gemeente Mijdrecht.
Zuwe verwijst naar de Mijdrechtse Zuwe. Hofland is tegenwoordig een woonwijk van Mijdrecht.